# Serpentin

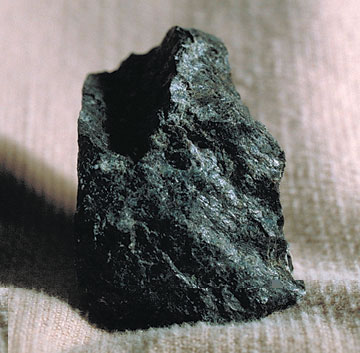
Serpentin

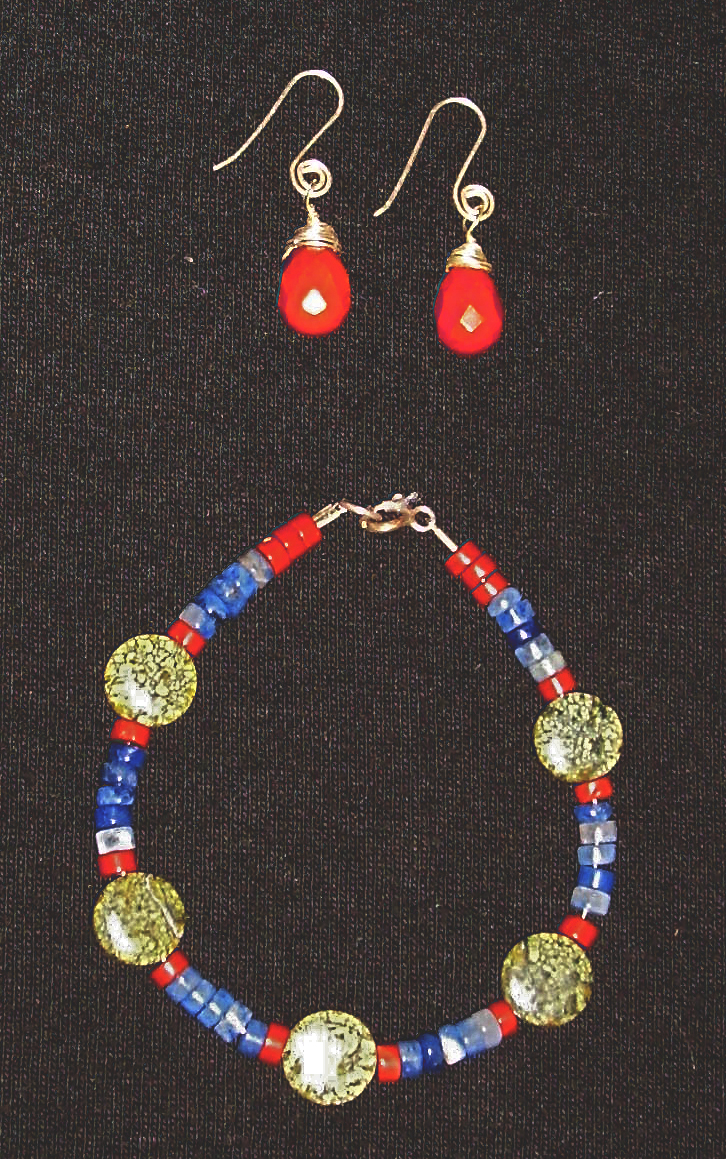
Bộ vòng cổ và bông tai làm từ đá bán quý. Loại màu lục là serpentin của Nga. Màu đỏ là jasper và fluorit (lam).

Serpentin là một nhóm khoáng vật tạo đá phổ biến gồm các khoáng vật silicat lớp của sắt magnesi hydroxide ((Mg,Fe)3Si2O5[OH]4); chúng có thể chứa một lượng nhỏ các nguyên tố khác như crom, mangan, coban và nickel. Trong khoáng vật học và địa chất học, nhóm serpentin có thể gồm 20 dạng biến thể. Tùy vào các nguyên tố phụ tham gia vào trong cấu trúc, các biến thể này không phải lúc nào cũng dễ nhận dạng. Có 3 dạng đồng hình quan trọng của serpentin là antigorite, clinochrysotile, lizardite và 2 dạng đồng hình khác là orthochrysotile, parachrysotile. Công thức hóa học và hệ tinh thể của các khoáng vật này như sau:
- Antigorite; (Mg,Fe)3Si2O5(OH)4; đơn tà (monoclinic)
- Clinochrysotile (còn gọi là chrysotile); Mg3Si2O5(OH)4; đơn tà (monoclinic).
- Lizardite; Mg3Si2O5(OH)4; tam tà (trigonal) và lục phương (hexagonal).
- Orthochrysotile; Mg3Si2O5(OH)4; trực thoi (orthorhombic).
- Parachrysotile; (Mg,Fe)3Si2O5(OH)4; trực thoi (orthorhombic).

Sự khác biệt của các khoáng vật là nhỏ và gần như không thể phân biệt được trong các mẫu lấy bằng tay. Tuy nhiên, các khoáng vật chrysotile có nhiều khả năng tạo ra amiăng serpentin, trong khi antigorite và lizardite tạo thành các khối cryptocine tinh thể đôi khi có tính chất lamellar hoặc micaceous. Amiăng đã được sử dụng trong nhiều năm làm vải chồng cháy và trong lót phanh. Mối liên quan của amiăng với ung thư tuy nhiên đã dẫn đến sự phát triển của vật liệu thay thế cho các mục đích này.
Cấu trúc của các khoáng vật serpentine bao gồm các lớp tứ diện silicat liên kết thành các tấm. Giữa các lớp silicat là các lớp Mg(OH)2. Các lớp Mg(OH)2 này được tìm thấy trong khoáng vật brucit và được gọi là các lớp brucit. Cách mà các lớp brucite xếp chồng lớp với các lớp silicat tạo nên đa hình của các khoáng serpentine. Việc xếp chồng lên nhau không hoàn hảo và bị ảnh hưởng của việc uốn các lớp. Trong hầu hết các khoáng vật serpentines, các lớp silicat và các lớp brucit được trộn lẫn nhiều hơn và tạo ra các tấm phức tạp. Trong các loại amiăng, các lớp brucit và silicat uốn cong vào các ống tạo ra các sợi.
Serpentine có thể là một hòn đá xanh bắt mắt có thể được đánh bóng đẹp và phù hợp để khắc. Nó đã được sử dụng như là một chất thay thế cho ngọc bích và đôi khi rất khó để phân biệt với ngọc bích, một minh chứng cho vẻ đẹp của vật liệu serpentine loại tốt.
Loại serpentine có cấu trúc không sợi không phải là mối lo ngại về ung thư. Serpentin amiăng nên được giữ trong các thùng chứa kín trong suốt, khi trưng bày một mẫu vật hấp dẫn. Đôi khi khoáng có  màu vàng như tên chrysotile ở tiếng Hy Lạp có nghĩa là sợi vàng.

## Đặc tính vật lý
Màu sắc có thể là màu xanh ô liu, vàng hoặc vàng, nâu hoặc đen.
Độ bóng có thể là nhờn, sáp hoặc mượt.
Tinh thể trong suốt trong suốt và khối lượng không rõ ràng.
Hệ thống tinh thể là đa dạng, xem ở trên.
Đặc tính tinh thể: không bao giờ có dạng tinh thể lớn, thường là khối lượng nhỏ hoặc các sợi. Các gân của serpentine mạnh có thể được tìm thấy bên trong serpentine to lớn hoặc các loại đá khác.
Cắt khai (cleavage) của các loại crysotile không có, trong lizardite và antigorite có cắt khai tốt theo một hướng.
Vết vỡ (fracture) có hình con trùng conchoidal (vỡ theo mặt nhẵn và cong như là miếng kính vỡ) trong khoáng vật antigorite, lizardite và có dạng sợi (splintery) trong khoáng vật crysotiles.
Độ cứng từ 3 đến 4,5
Tỉ trọng khoảng từ 2,2 - 2,6
Bột nghiền màu trắng
Khoáng sản liên quan bao gồm chromite, olivine, garnets, calcite, biotite và talc.
Các đặc điểm khác: Serpentine ở dạng thô có cảm giác mềm mại và các sợi rất linh hoạt.
Những mỏ serpentine nổi bật có Val Antigorio, Italy; Nga; Rhodesia Thụy Sĩ; Bắc Carolina, California, Rhode Island và Arizona, Mỹ và Quebec, Canada.
Các chỉ thị hiện trường tốt nhất là mềm mại, có màu sắc, cảm giác mượt và bóng, có sợi amiăng và tính linh hoạt của nó.
Một số loại serpentin đã được sử dụng là đồ trang sức và chạm khắc đá cứng, đôi khi được gọi là jade giả hoặc Teton jade.